# Зернешть (Галац)
Зернешть, Зернешті (рум. Zărnești) — село у повіті Галац в Румунії. Входить до складу комуни Жорешть.
Село розташоване на відстані 223 км на північний схід від Бухареста, 67 км на північ від Галаца, 128 км на південь від Ясс.

## Населення
За даними перепису населення 2002 року у селі проживали 418 осіб, усі — румуни. Усі жителі села рідною мовою назвали румунську.